# Ruth Brown
Ruth Brown, właśc. Ruth Alston Weston (ur. 12 stycznia 1928 w Portsmouth, zm. 17 listopada 2006 w Las Vegas) – amerykańska, czarnoskóra śpiewaczka bluesowa i jazzowa, początkowo związana z gatunkiem rhythm and blues.
W latach pięćdziesiątych, które były okresem jej największych sukcesów komercyjnych nadano jej przydomek Miss Rhythm. Dysponowała potężnym, bardzo plastycznym głosem, w którym wybijał się bluesowy i gospelowy styl wokalny.
Była autorką takich wielkich przebojów jak „This Little Girl's Gone Rockin”, „5-10-15 Hours”, „(Mama) He Treats Your Daughter Mean”. Popularność Ruth Brown gwałtownie się załamała w 1961 kiedy to artystka zmieniła wytwórnię płytową. Szereg nieszczęśliwych decyzji artystycznych i organizacyjnych zrujnował jej artystyczna karierę. Artystka powróciła na scenę dopiero w połowie lat siedemdziesiątych w odmiennym repertuarze. Od tego momentu śpiewała głównie blues i jazz. Wystąpiła także w szeregu przedstawień muzycznych.
W 1993 roku Ruth Brown została wprowadzona do Rock and Roll Hall of Fame.
Zmarła w wyniku powikłań po ataku serca i udarze mózgu.

## Dyskografia
- 1956 Ruth Brown Sings Favorites
- 1957 Ruth Brown
- 1959 Late Date with Ruth Brown
- 1962 Along Comes Ruth
- 1962 Gospel Time
- 1964 Ruth Brown '65
- 1968 Fine Brown Frame
- 1969 Black Is Brown and Brown Is Beautiful
- 1970 You Don't Know Me
- 1980 Takin' Care of Business
- 1988 Have a Good Time {live}
- 1989 Blues on Broadway
- 1990 Brown, Black & Beautiful
- 1991 Fine and Mellow
- 1993 Songs of My Life
- 1996 Live in London
- 1997 R+B = Ruth Brown
- 1999 Good Day for the Blues